# Bernardo O'Higgins-orden

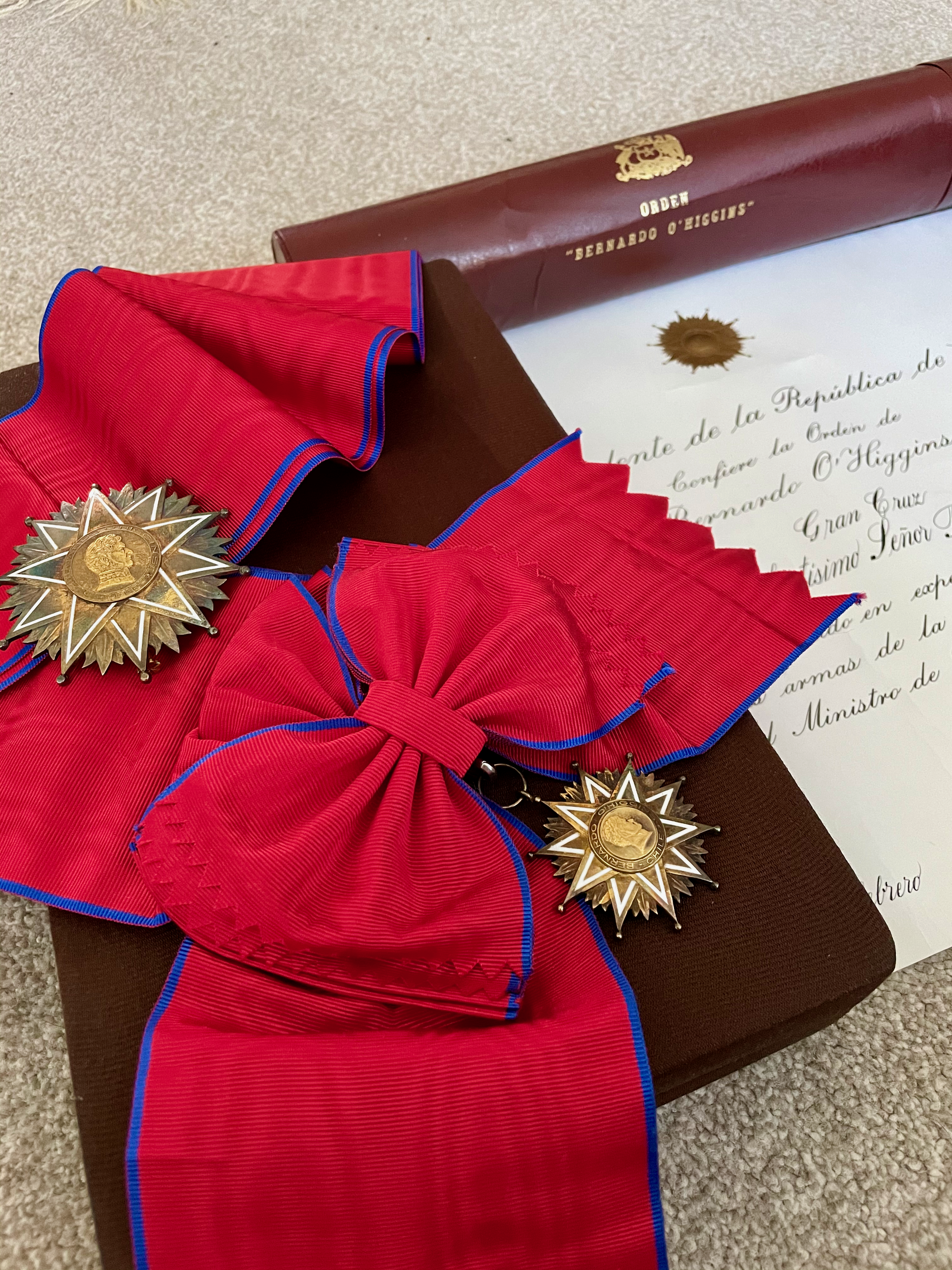
Ordens insignier

Bernardo O'Higgins-orden (spanska: Orden de Bernardo O'Higgins) är en orden instiftad 28 april 1956 och uppkallad efter Bernardo O’Higgins som delas ut av Chiles regering. Den tilldelas för utländska medborgare som har meriterat inom konst, vetenskap, undervisning, industri, handel eller humanitärt arbete.
Orden är indelad i fem klasser:
- storkors
- storofficer
- kommandör
- officer
- riddare

Orden har bland annat tilldelats:
- Harald Edelstam
- Arvid Falkenberg
- Kjartan Fløgstad
- Carl-Johan Groth
- Knut Hove
- Mark A. Kaufman
- Svante Lindqvist
- Lisbeth Palme
- Christopher Reeve
- Paul Sigmund
- Jacob Söderman
- Siddharth Varadarajan